# Rezerwat przyrody Komorzno
Rezerwat przyrody Komorzno – leśny rezerwat przyrody w gminie Wołczyn, w powiecie kluczborskim, w województwie opolskim.
Zajmuje powierzchnię 3,70 ha. Został powołany Zarządzeniem Ministra Leśnictwa i Przemysłu Drzewnego z 20 czerwca 1969 roku. Według aktu powołującego, rezerwat utworzono w celu zachowania ze względów naukowych i dydaktycznych fragmentu buczyny pomorskiej.
Rezerwat Komorzno obejmuje niewielki fragment kompleksu dawnej Puszczy Komorzyńskiej. Jego drzewostan jest bardzo zróżnicowany wiekowo (30–250 lat), a dominującym gatunkiem jest buk, którego pojedyncze okazy liczące około 250 lat mają ponad 4 metry w obwodzie. Oprócz buka w drzewostanie występuje też dąb bezszypułkowy, grab pospolity oraz sosna zwyczajna. Flora rezerwatu jest stosunkowo uboga – stwierdzono występowanie jedynie 31 gatunków roślin naczyniowych. W runie występują gatunki pospolite, m.in. turzyca pigułkowata, nerecznica krótkoostna, wietlica samicza.
Obszar rezerwatu podlega ochronie czynnej.